# Chen Xiaojia
Chen Xiaojia (2 de abril de 1988) é uma basquetebolista profissional chinesa.

## Carreira
Chen Xiaojia integrou a Seleção Chinesa de Basquetebol Feminino na Rio 2016, terminando na décima colocação.